# Presidentvalet i Finland 1994

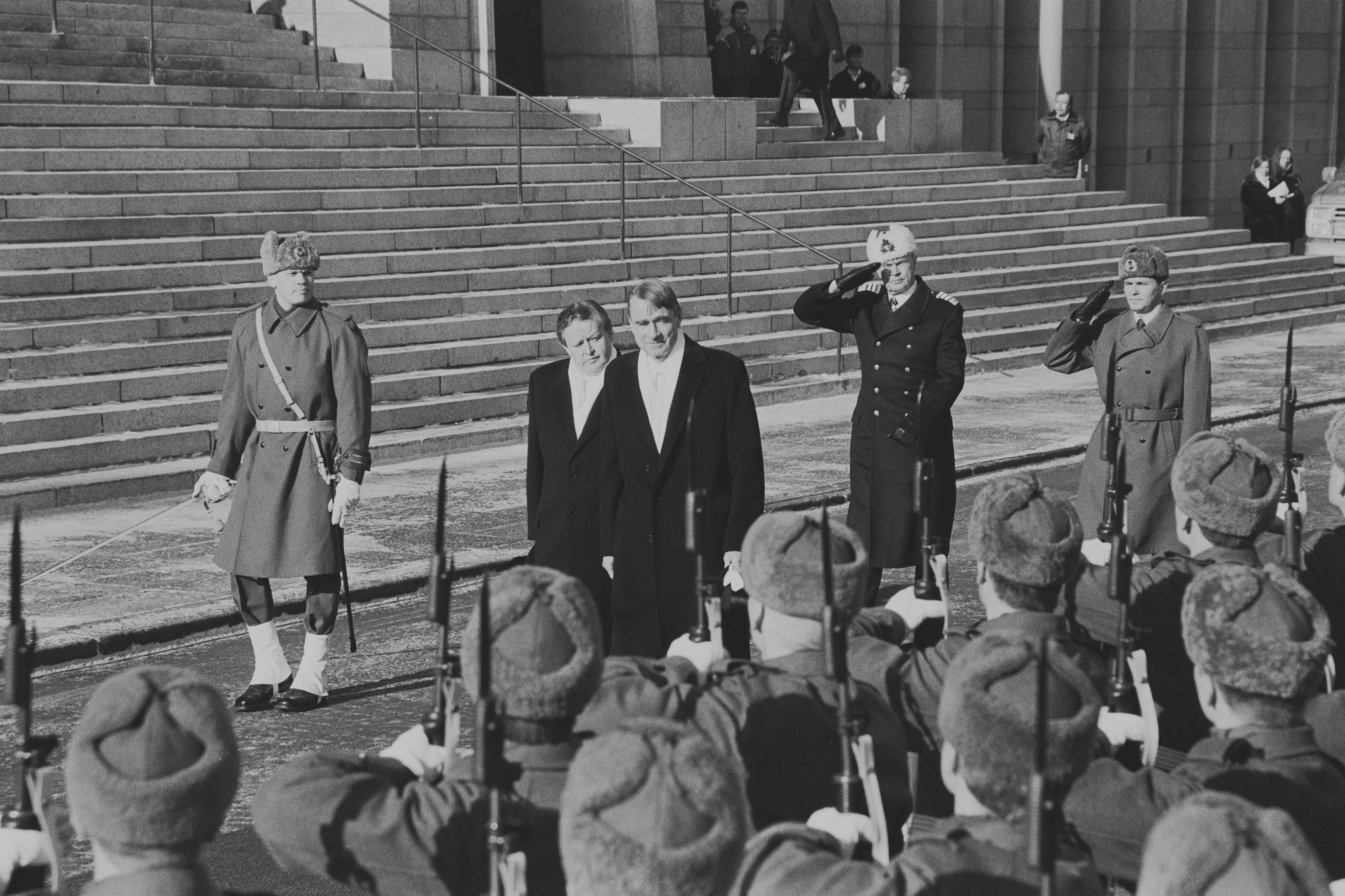
Martti Ahtisaari och företrädaren Mauno Koivisto inspekterar finska trupper i samband med presidentskiftet 1994.

Presidentvalet 1994 var ett konstitutionsenligt val av Republiken Finlands president som förrättades i januari och februari 1994. Martti Ahtisaari valdes till president och tillträdde ämbetet den 1 mars 1994.
Finlands president utses i direkt val. Om ingen kandidat får majoritet i valet, förrättas ett andra val mellan de två kandidater som erhållit flest röster. 1994 års val var det första som genomfördes med dessa regler.

## Valresultat
| Första omgången, 16 januari | Första omgången, 16 januari | Första omgången, 16 januari | Andra omgången, 6 februari | Andra omgången, 6 februari |
| Kandidat                    | Antal röster                | % av rösterna               | Antal röster               | % av rösterna              |
| Martti Ahtisaari (SDP)      | 828 038                     | 25,9 %                      | 1 722 313                  | 53,9 %                     |
| Elisabeth Rehn (SFP)        | 702 211                     | 22,0 %                      | 1 475 856                  | 46,1 %                     |
| Paavo Väyrynen (C)          | 623 415                     | 19,5 %                      |                            |                            |
| Raimo Ilaskivi (Saml)       | 485 035                     | 15,2 %                      |                            |                            |
| Keijo Korhonen              | 186 936                     | 5,8 %                       |                            |                            |
| Claes Andersson (VF)        | 122 820                     | 3,8 %                       |                            |                            |
| Veltto Virtanen             | 95 650                      | 3,0 %                       |                            |                            |
| Eeva Kuuskoski              | 82 453                      | 2,6 %                       |                            |                            |
| Toimi Kankaanniemi (Krist)  | 31 453                      | 1,0 %                       |                            |                            |
| Sulo Aittoniemi (FLP)       | 30 622                      | 1,0 %                       |                            |                            |
| Pekka Tiainen               | 7 320                       | 0,2 %                       |                            |                            |
|                             |                             |                             |                            |                            |
| Summa                       | 3 195 953                   | 100,0 %                     | 3 198 169                  | 100,0 %                    |
| Valdeltagande               | 78,4 %                      | 78,4 %                      | 78,7 %                     | 78,7 %                     |

Kandidater utan partibeteckning i listan ovan var uppställda av valmansföreningar, det vill säga ett tillräckligt antal röstberättigade personer som tillsammans hade nominerat en kandidat.